# Глендейл (Аризона)
Вижте пояснителната страница за други значения на Глендейл.
Глендейл (на английски: Glendale) е град в щата Аризона, Съединените американски щати.
Има население от 226 721 жители (2010) и обща площ от 144,4 km². Градът е разположен в окръг Марикопа. Считан е за предградие на Финикс.

## Известни личности
Родени в Глендейл
- Марти Робинс (1925 – 1982), музикант

1. ↑  data.census.gov //   Посетен на 1 януари 2022 г.